# International Zonophone

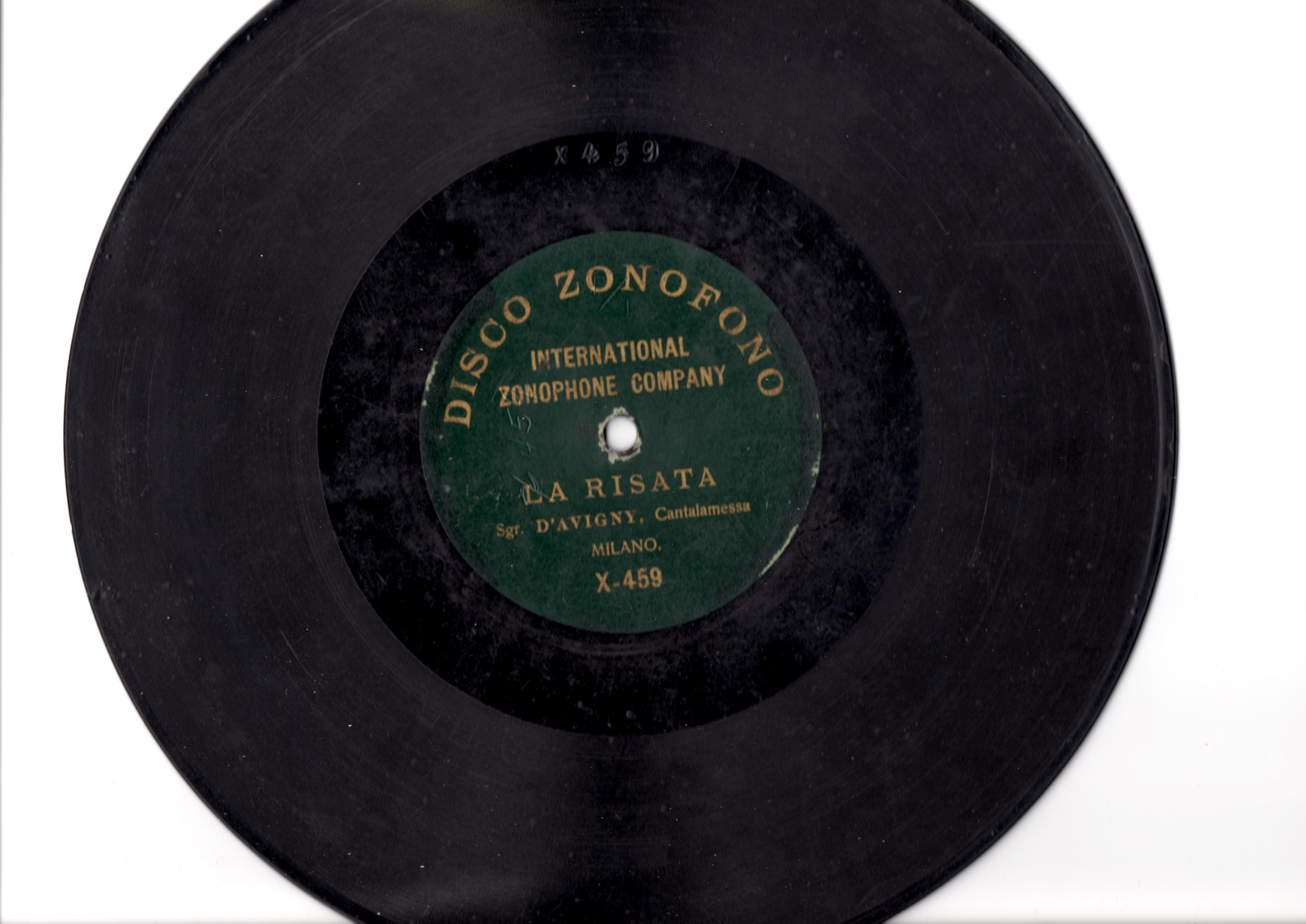
78 giri de La risata edito dalla International Zonophone Company.

L'International Zonophone Company, conosciuta anche come Zon-O-Phone, è stata una casa discografica statunitense che produceva cilindri per il fonografo esistente dal 1901 e il 1914.

## Storia
Nel marzo del 1901, Frederick Marion e John Osgood Prescott fondano l'«International Zonophone Company» a Jersey City nei pressi di New York. Poco dopo incomincia a viaggiare in Europa per aprire diverse filiali nel continente, successivamente cercarono collaborazioni in Sud America e nell'Impero russo e anche nell'Impero ottomano.
Tra il 1901 e il 1903 l'«International Zonophone Company» produsse 6.000 registrazioni in collaborazione anche con la «Anglo-Italian Commerce Company» di Milano e la «Ch. & J. Ullmann» di Parigi e Londra, diffondendo la produzione in Italia, Impero tedesco, Regno Unito, Scandinavia, Portogallo, Spagna e Austria Ungheria e poi con la Pathé di Bruxelles.
Dopo la diffusione del grammofono affiancò alla produzione di cilindri anche quella di dischi 78 giri per il grammofono, ma l'arrivo troppo tardi nel mercato e la nascita di nuove case discografiche portò alla chiusura nel 1914 a causa della nascita di discografiche specializzate nella produzione di dischi in grammofono che si erano sviluppate anche grazie all'«International Zonophone Company». La compagnia venne quindi inglobata dalla «Columbia Phonograph Records», divisione della Columbia Records.

## Sedi
- Italia: Milano
- Francia: Parigi
- Regno Unito: Londra
- Impero russo: Charkiv e Leopoli
- Stati Uniti: Jersey City, sede centrale
- Scandinavia: Stoccolma
- Spagna: Barcellona
- Portogallo: Lisbona
- Impero tedesco: Berlino
- Austria-Ungheria: Praga e Vienna
- Impero ottomano: Istanbul
- Giappone: Yokohama

## Fonte
- (EN) Storia della International Zonophone Company, su musicweb-international.com.
- (EN) International Zonophone Company, su recordingpioneers.com.